# 西里维蒙·普拉蒙科霍尔
西里维蒙·普拉蒙科霍尔（英語：Sirivimon Pramongkhol，1994年11月29日—），泰國舉重運動員，2012年伦敦奥运会參加举重女子48公斤级獲得第4名。